# Oliver Homuth
Oliver Homuth (Berlino, 5 marzo 1992) è un tuffatore tedesco.

## Biografia
È cresciuto nelle giovanili della Berliner TSC, specializzandosi nel trampolino da 1 metro. È stato allenato nell'ordine da Frau Grothkopp (dal 1997 al 2002), da Karlheinz Ranisch (dal 2003 al 2006), da Gerd Völker (dal 2006 al 2008) ed infine da Jan Kretzschmar, suo allenatore dal 2008.
A livello giovanile ha vinto una medaglia di bronzo ai Campionati europei giovanili di nuoto di Budapest 2009 gareggiando con il compagno di nazionale Benedikt Donay nel concorso dei tuffi dal trampolino 3 metri - Uomini - categorie "A" e "B". La medaglia d'oro verrà vinta dalla coppia di russi Viktor Minibaev e Il'ja Zacharov, davanti a quella ucraina composta da Oleksandr Bondar e Oleksandr Horškovozov.
Ha partecipato ai campionati europei di tuffi di Torino 2011 classificandosi quindicesimo nel trampolino 1 metro.
L'anno successivo ai campionati europei di tuffi di Eindhoven 2012 ha migliorato la sua prestazione concludendo la gara dal trampolino 1 metro all'undicesimo posto.
Ai campionati europei di tuffi di Rostock 2013 ha vinto la medaglia di bronzo nel trampolino 1 metro, terminando la competizione alle spalle dell'ucraino Illja Kvaša e del connazionale Martin Wolfram.
Ai campionati mondiali di nuoto di Barcellona 2013 si è piazzato al decimo posto nel trampolino 1 metro.

## Palmarès
- Europei di tuffi

Rostock 2013: bronzo nel trampolino 3 m.
- Campionati europei giovanili di nuoto

Budapest 2009 - Uomini - categorie "A" e "B": bronzo nel sincro 3 m.